# Юлиан Цабар
Юлиан Цабар (или Юлиан бен Сабар) е месиански водач на самаряните, който оглавява неуспешно въстание срещу Източната Римска империя в началото на VI век.
През 529 година самаряните започват въстание. Прокопий Кесарийски сочи като причина за него забраната на тяхната религия, а Кирил Скитополски – по-трайни напрежения между тях и християните.
Юлиан Цабар се обявява за цар на Израил по примера на Иеровоам и оглавява самарянска войска, която напада градовете Скитопол, Кесария, Самария, Витлеем и Емаус. През 530 година той вече е установил контрол над практически цяла Самария. Въстанието е съпътствано от масови убийства на християни и разрушаване на християнски църкви.
След като император Юстиниан I си осигурява подкрепата на Гасанидите, през 531 година въстанието е потушено. Десетки хиляди самаряни са избити или продадени като роби в целия Близък изток. Според Теофан Изповедник самият Юлиан Цабар е обезглавен.